# Crepusia miniacea
Crepusia miniacea är en insektsart som först beskrevs av Ernst Friedrich Germar 1830.  Crepusia miniacea ingår i släktet Crepusia och familjen lyktstritar. Inga underarter finns listade i Catalogue of Life.